# José Manuel Moreno
José Manuel Moreno (Buenos Aires, 3 augustus 1916 – Merlo, 26 augustus 1978) was een Argentijnse voetballer.
Moreno speelde voor vele clubs in verschillende landen en was de eerste speler die met zijn club landskampioen werd in vier verschillende landen (later werd dit geëvenaard door onder anderen Jiri Jarosik en Rivaldo). Hij maakte deel uit van het legendarische La Máquina, het dreamteam van CA River Plate, dat de jaren veertig in het Argentijnse voetbal domineerde. In 1999 werd hij opgenomen in de lijst van IFFHS van 25 beste spelers van de 20ste eeuw en bij de vijf beste van Zuid-Amerika.

## Biografie
Moreno werd in La Boca geboren, een wijk van Buenos Aires. Hij groeide op in de buurt van het stadion La Bombonera van Boca Juniors. Op 15-jarige leeftijd probeerde hij bij de jeugd van Boca, maar werd niet geselecteerd. Volgens bronnen zou hij gezegd hebben dat ze daar nog spijt van zouden krijgen. In 1933 werd hij door Bernabé Ferreyra aangeprezen bij aartsrivaal River Plate en mocht daar wel starten bij de jeugd.
Op 18-jarige leeftijd mocht hij mee op tour door Brazilië. Zijn eerste wedstrijd was tegen Botafogo FR. Op 17 maart 1935 debuteerde hij bij de eerste ploeg in de competitie en scoorde daar meteen tegen CA Platense. In 1936 en 1937 won hij de titel met River Plate. Hij maakte samen met Adolfo Pedernera, Ángel Labruna, Juan Carlos Muñoz en Félix Loustau, deel uit van La Máquina, dat begin jaren veertig de competitie domineerde.
In 1944 maakte hij de overstap naar het Mexicaanse España en werd in 1946 kampioen met deze club. Hij kreeg hier de bijnaam Charro, wat in Mexico gezegd wordt tegen een cowboy. Van 1946 tot 1948 speelde hij opnieuw drie seizoenen bij River Plate, daarna maakte hij de overstap naar het Chileense Universidad Católica waarmee hij ook de landstitel kon winnen. Na enkele omzwervingen maakte hij in 1955 de overstap naar het Colombiaanse Independiente Medellín, waarmee hij in 1955 kampioen werd. In 1961 beëindigde hij zijn carrière in een vriendschappelijke wedstrijd tegen Boca Juniors die Independiente met 5-2 won en waarin Moreno kon scoren.
Hij speelde ook 34 keer voor de nationale ploeg waarmee hij in 1941, 1942 en 1947 de Copa América won. Doordat zijn piekperiode in de tijd van de Tweede Wereldoorlog lag bleef zijn carrière als international eerder beperkt.

## Foto's

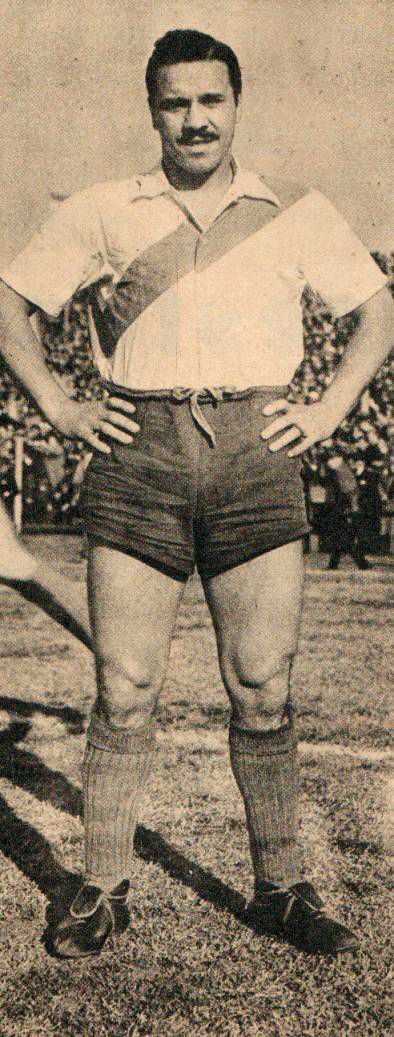
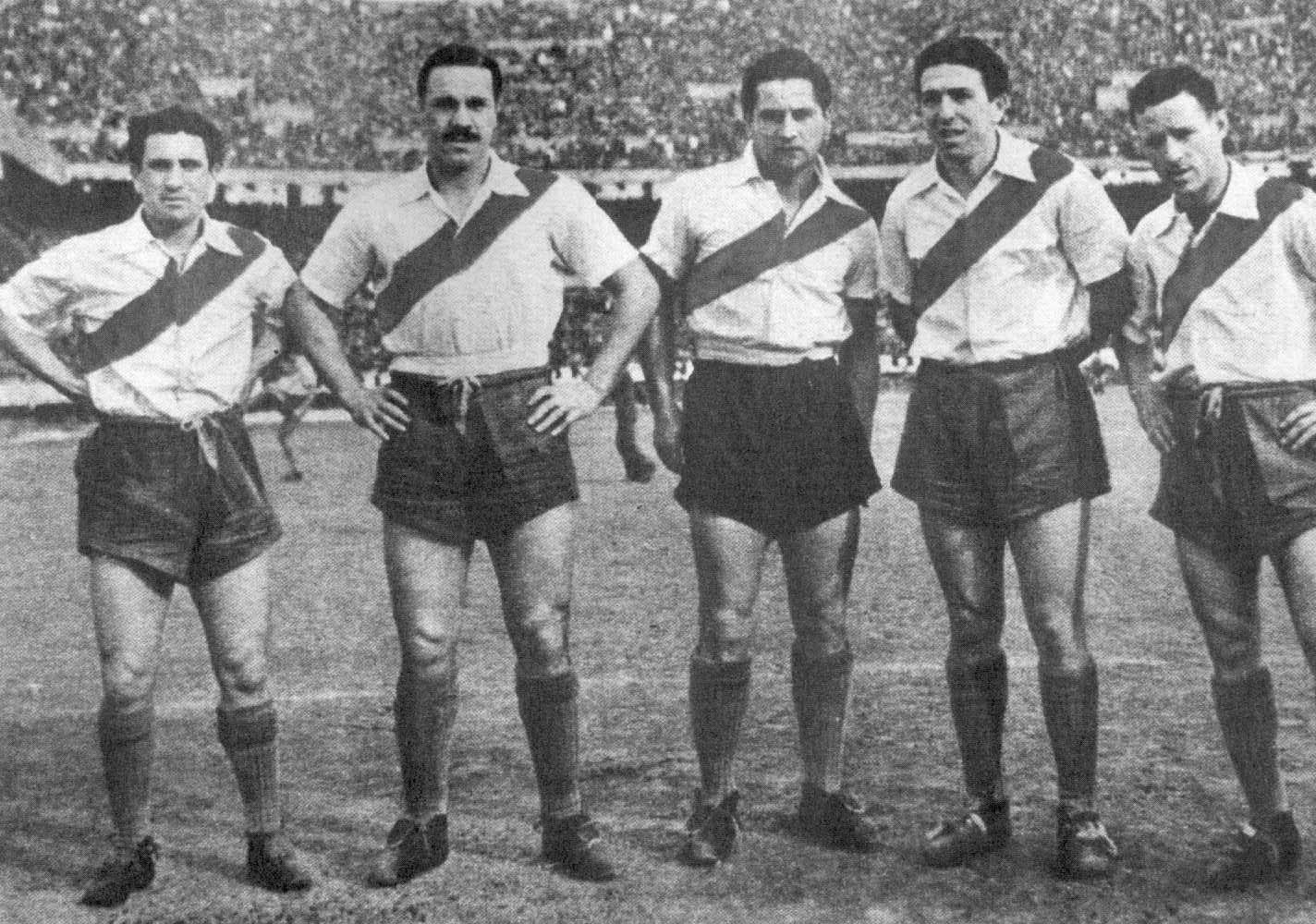
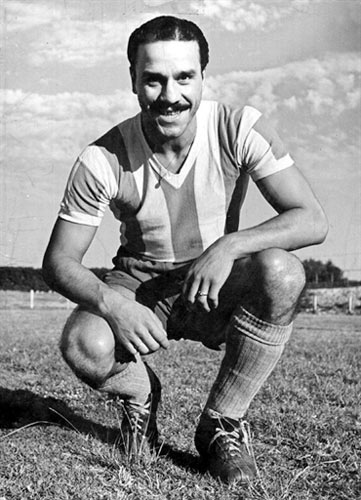
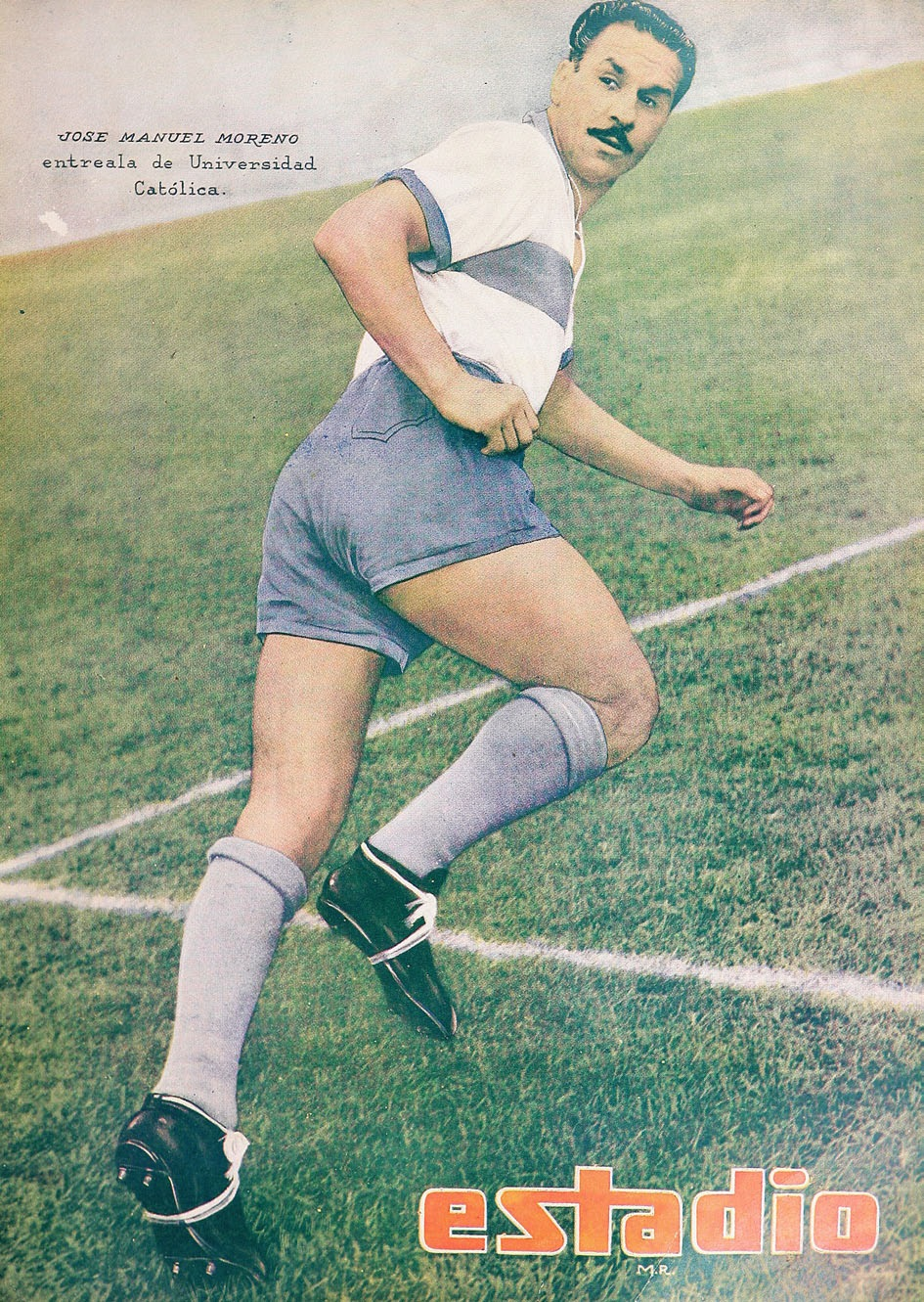
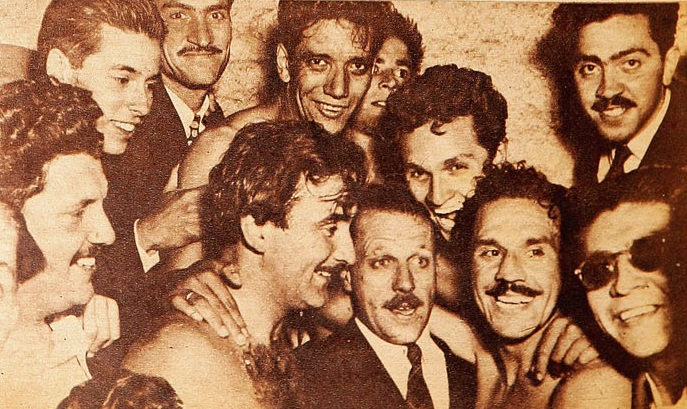
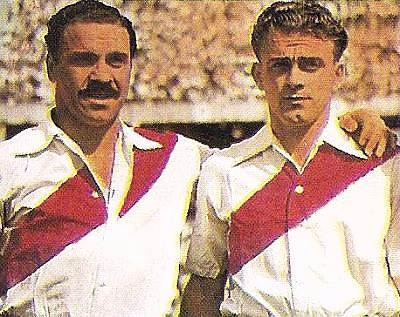
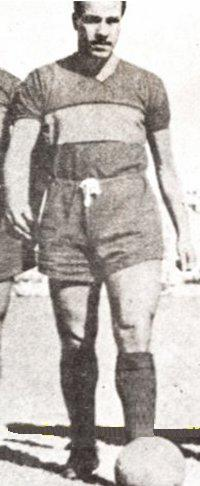
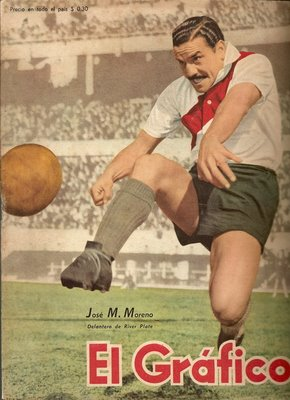